# John Watt Beattie
John Watt Beattie est un photographe britannique, puis australien, né le 15 août 1859 à Aberdeen en Écosse et mort le 24 juin 1930 à Hobart en Australie. 

## Biographie
John Beattie naît le 15 août 1859 à Aberdeen, en Écosse.  
En 1890, il est élu membre de la Société royale de Tasmanie, puis nommé le 21 décembre 1896 photographe du gouvernement de Tasmanie, alors colonie britannique à part entière dotée de ses propres instances. Il compose des portraits de groupe des gouverneurs du pays de 1804 à 1895, et de ses parlementaires de 1856 à 1895. Il prend de nombreuses photographies de la Tasmanie, notamment dans les hauts plateaux du centre et sur la côte ouest. Pour le compte de la compagnie minière North Mount Lyell, il couvre la région comprise entre Gormanston et Kelly Basin dans les années 1890. Il photographie également l'île de Norfolk. 
Il projette des diaporamas dans les villages qu'il traverse : Un voyage en Tasmanie, de Kelly's Basin à Gormanston, ainsi que Port Arthur ou encore La Péninsule de Tasman.   
Il meurt à Hobart le 24 juin 1930. 

## Photographies de John Beattie

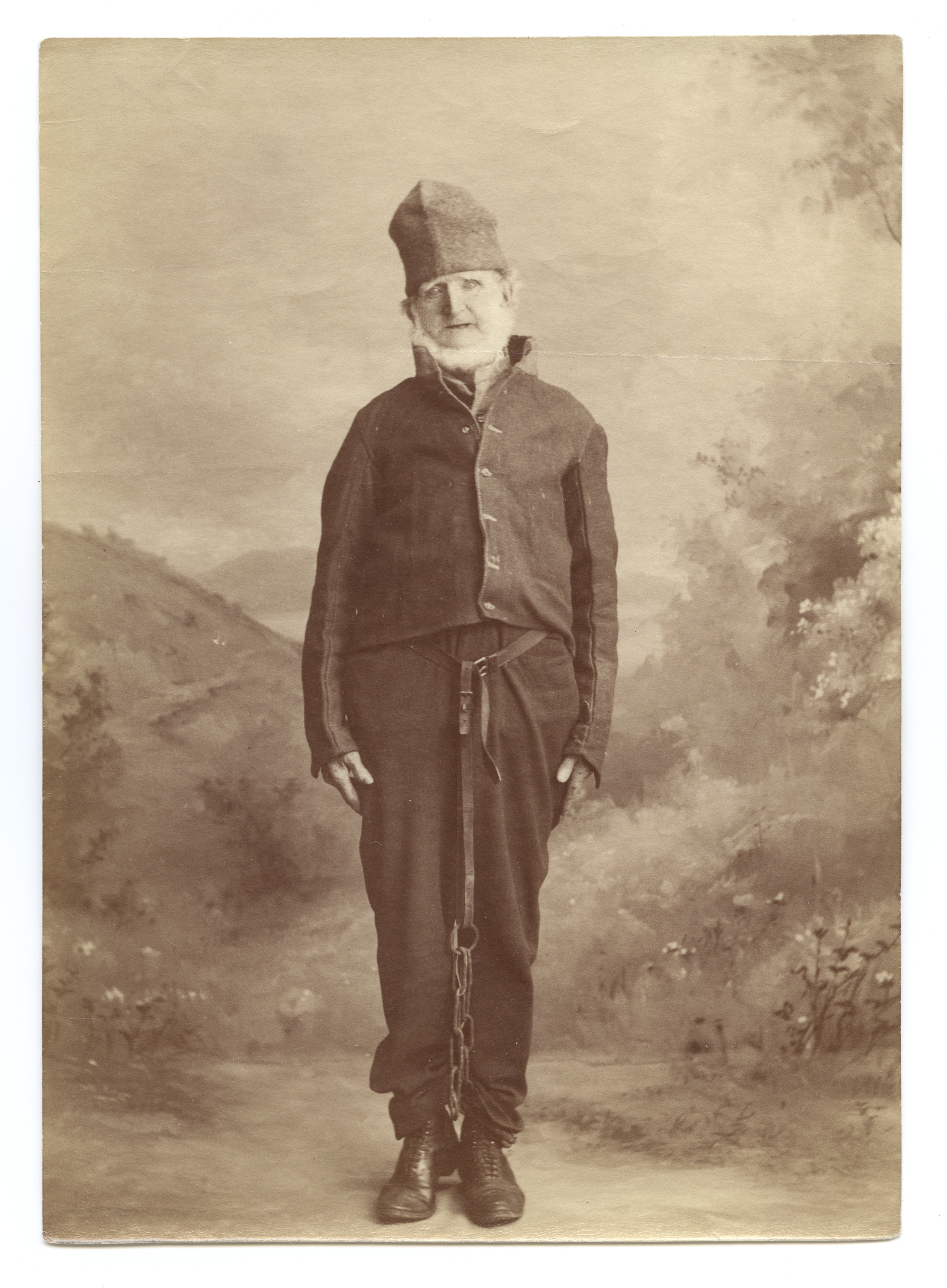
Bill Thompson, bagnard déporté en Tasmanie.
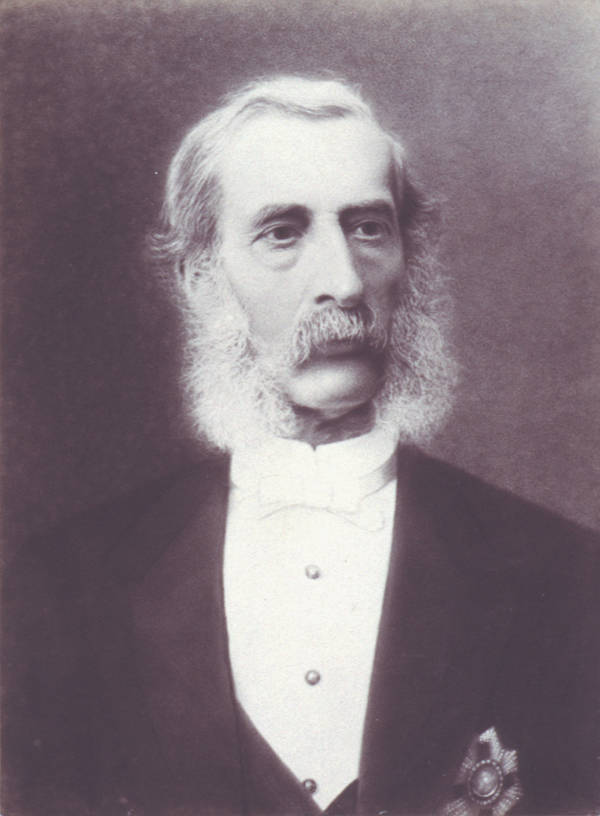
John Henry Lefroy, gouverneur de Tasmanie.
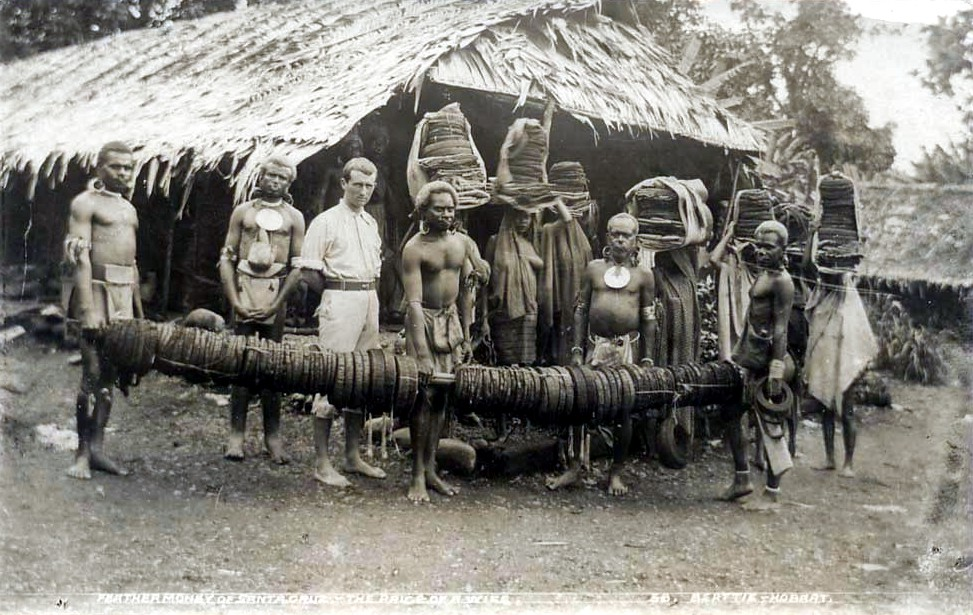
Scène des Îles Salomon.